# HTC Sensation XL
HTC Sensation XL — коммуникатор компании HTC под управлением операционной системы Android 2.3 (29 мая 2012 года появилось обновление операционной системы Android до версии 4.0.3, вместе с апдейтом пользователи получат усовершенствованную фирменную оболочку HTC Sense 3.6), позиционируется как музыкальный смартфон. По сути, является Android-версией WP7 коммуникатора HTC Titan.

## Характеристики
Построен на платформе Qualcomm MSM8255 с одноядерным процессором 1,5 ГГц. Оснащен встроенной 8-ми мегапиксельной камерой с поддержкой съёмки видео в качестве 720p со скоростью 30 к/с, автофокусом, двойной LED-вспышкой, фронтальной 1,3 мегапиксельной камерой для видеотелефонии, а также модулем DLNA для соединения домашних компьютеров, мобильных телефонов, ноутбуков и бытовой электроники в единую цифровую сеть.
Экран имеет диагональ 4,7" и имеет разрешение 800x480 точек, защищён сверхпрочным закалённым стеклом Gorilla Glass. В аппарате 768 МБ оперативной памяти и 16 ГБ для хранения данных, из которых пользователю доступно 12-13 ГБ (это 3,7 ГБ внутренней памяти и 8,9 ГБ дополнительной). Слота расширения под карты памяти нет. Аппарат также имеет стандартный 3,5-мм аудиоразъём для наушников, адаптеры беспроводных сетей Bluetooth 3.0 и Wi-Fi 802.11 b/g/n, гироскоп, цифровой компас, датчики освещенности и приближения и акселерометр. В смартфоне используется Li-Ion аккумулятор емкостью 1600 мАч. Производитель заявляет до 11 часов 50 минут работы в режиме разговора (GSM) и до 360 часов (14 суток) работы в режиме ожидания.
HTC Sensation XL, как и HTC Sensation XE — первый музыкальный смартфон в линейке HTC. Он включает технологию Beats Audio, а также фирменными наушниками iBeats (доступна также версия с Beats Solo HD), разработанными в сотрудничестве с рэпером Dr. Dre. Дизайн коммуникатора существенно отличается от HTC Sensation и HTC Sensation XE. Больше всего смартфон напоминает HTC Titan, только имеет белый цвет и логотип Beats Audio на крышке (как и Sensation XE). Материалы корпуса — металл, имеется пластиковая вставка.